# Cornelis Hasselaer
Cornelis Hasselaer (16 februari 1674 - Amsterdam, 18 november 1737) was directeur-generaal van Handel in Indië en heer van beide Eemnessen. Hij bewoonde als eigenaar kasteel Groeneveld in Baarn. 
Cornelis was de zoon van Cornelis Hasselaar en Susanna Tack. 
In 1706 trouwde hij met Antonia Leydecker, dochter van dominee L. Melchior en Antonia van Riebeeck, zuster van gouverneur Van Riebeek. 
Na haar overlijden hertrouwde hij in 1715 met Geertruida Constantia Clement, mogelijk een dochter van de predikant Antonius Clement. Zij kregen een zoon, Pieter Cornelis Hasselaer.

## Indië
Cornelis Hasselaer werd voor de Oost-Indische Compagnie shahbandar in Malakka. In 1709 volgde zijn benoeming tot shahbandar (toezichthouder van de haven) en licentmeester in Batavia. In juni 1717 werd hij lid van den Raad van Indië  en directeur - generaal van de handel. In 1720 werd hij als regeringscommissaris naar Ambon gestuurd om het gedrag van de gouverneur te onderzoeken.
In 1735 kocht hij op een veiling voor 3000 gulden de ambachtsheerlijkheid Eemnes-Binnen en -Buiten en stierf twee jaar daarna. In 1737 werd hij begraven in de Sint-Nicolaaskerk van Eemnes.